# Bischofskonferenz der Römisch-katholischen Kirche in Griechenland

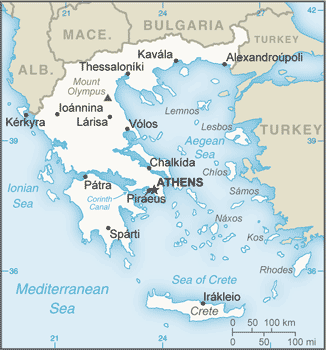
Griechenland

Die Bischofskonferenz der römisch-katholischen Kirche in Griechenland (griechisch Ιερά Σύνοδος της Καθολικής Εκκλησίας της Ελλάδος) Iera Synodos tis Katholikis Ekklisias tis Ellados ist der Zusammenschluss zur Bischofskonferenz der römisch-katholischen Bischöfe in Griechenland. Sie ist Mitglied im Rat der europäischen Bischofskonferenzen und entsendet einen Vertreter zur Kommission der Bischofskonferenzen der Europäischen Gemeinschaft (COMECE).

## Präsident
- Sevastianos Rossolatos, Erzbischof von Athen und Apostolischer Administrator des Erzbistums Rhodos (seit 2016)

## Mitglieder
- Nikólaos Fóskolos, emeritierter Erzbischof von Athen und Apostolischer Administrator für das Erzbistum Rhodos.
- Nikolaos Printesis, Erzbischof und Metropolit von Naxos-Andro-Tinos-Mykonos und Apostolischer Administrator für das Bistum Chios.
- Ioánnis Spitéris OFMCap, Erzbischof und Metropolit von Korfu-Zante-Kefalonia und Apostolischer Administrator für das Apostolische Vikariat Thessaloniki.
- Manuel Nin OSB, Titularbischof von Carcabia und Apostolischer Exarch von Griechenland (Griechischer Ritus)